# 木山廉彬
木山 廉彬 （きやま ゆきあき、1988年1月22日 - ）は、日本の俳優。福岡県出身。福岡県立筑前高等学校卒業。

## 略歴・人物
2009年に文学座附属演劇研究所に第49期生として入所し、2012年に卒業。
ドラマ初出演は2017年の『仮面ライダービルド』。2019年、野田秀樹が主宰する東京演劇道場のメンバーとなる。

## 出演

### テレビドラマ
- 仮面ライダービルド 第3話 - 最終話（2017年9月17日 - 2018年8月26日、テレビ朝日） - 葛城巧 役
- ドラマスペシャル 刑事アフター5（2020年10月1日、テレビ朝日） - 諏訪光嘉 役

### 映画
- コクリコ坂から（2011年7月16日、東宝） - 声の出演
- 仮面ライダーシリーズ（東映） - 葛城巧 役
  - 仮面ライダー平成ジェネレーションズ FINAL ビルド&エグゼイドwithレジェンドライダー（2017年12月9日）
  - 劇場版 仮面ライダービルド Be The One（2018年8月4日）
- 東京ノワール（2018年8月4日、彩プロ） - 池上 役[2]
- よっす、おまたせ、じゃあまたね。（2023年6月16日、SPOTTED PRODUCTIONS）[3]

### 舞台
- 浮世企画平成感謝祭曲者集合サタデー（2018年12月8日） - 日替わりゲスト APOCシアター
- No.2（2019年8月22日 - 9月1日） - 村越健斗役 神保町花月
- NODA·MAP第23回公演「Q」アンサンブルキャスト
  - 東京公演（2019年10月8日 - 15日）東京芸術劇場プレイハウス
  - 大阪公演（2019年10月19日 - 27日）新歌舞伎座
  - 北九州公演（2019年10月31日 - 11月4日）北九州芸術劇場大ホール
  - 東京公演（2019年11月9日 - 12月11日）東京芸術劇場プレイハウス
- ゴールドマックス、ハカナ町（2020年2月5日 - 11日） - 哲郎役 下北沢offoffシアター
- 赤鬼（2020年7月24日 ｰ 28日） ｰ Aチーム  とんび役 東京芸術劇場シアターイースト
- ウエストブリッジ（2021年2月13日）- アンドレ役 せんがわ劇場リーディング公演
- パンドラの鐘-リース（他）役
  - 東京公演（4月14日 - 5月4日）東京芸術劇場 シアターイースト
  - びわ湖公演（5月9日）滋賀県立芸術劇場びわ湖ホール中ホール
  - 兵庫公演（5月13日 - 15日）兵庫県立芸術文化センター阪急中ホール
  - 金沢公演（5月17日）北國新聞赤羽ホール
  - 水戸公演（5月22日 - 23日）水戸芸術館AMC劇場
  - 名古屋公演（5月25日）日本特殊陶業市民会館ビレッジホール
- 7丁目のながふじくん（2021年11月2日 - 7日）-ちばしん役 下北沢シアター711
- COCOON PRODUCTION 2022「広島ジャンゴ 2022」（2022年4月5日 - 30日、東京・Bunkamura シアターコクーン/5月6日 - 16日、大阪・森ノ宮ピロティホール）[4]

### オリジナルビデオ
- 仮面ライダーシリーズ - 葛城巧 役
  - ROGUE（2018年3月28日 - 9月12日）
  - ビルド NEW WORLD 仮面ライダーグリス（2019年11月27日）[5]

### CM
- セブン銀行 『ママのお会計篇』『ママと友人篇』（2021年8月14日 - ） - カフェの店員 役

### ラジオドラマ
- 青春アドベンチャー「白狐魔記 元禄の雪」 第1回・第2回（2016年12月5日・6日、NHK-FM） - 萱野三平、役者B 役[6]